# Cichostów
Cichostów – wieś w Polsce położona w województwie lubelskim, w powiecie parczewskim, w gminie Milanów.
| SIMC    | Nazwa   | Rodzaj    |
| ------- | ------- | --------- |
| 0016395 | Kobylak | część wsi |
| 0016403 | Pieńki  | część wsi |

Wieś królewska w powiecie lubelskim województwa lubelskiego w 1786 roku. W latach 1975–1998 miejscowość administracyjnie należała do województwa bialskopodlaskiego.
Wieś stanowi sołectwo w gminie Milanów. Według Narodowego Spisu Powszechnego z roku 2011 wieś liczyła 297 mieszkańców.
W 1506 r. król Aleksander wyraził zgodę na zastawienie młyna i dolnego stawu parczewskiego przez Jadwigę – wdowę i Stanisława Kuropatwów, mieszczaninowi z Parczewa Marcinowi Cichoszowi.
W 1546 roku król polski, Zygmunt August zezwolił na przyłączenie do Parczewa ról, ogrodów i łąk zakupionych przez miasto od szlachciców Cichoszów.
12 maja 1553 komisarze królewscy rozgraniczają dobra królewskie: miasteczko Parczów, przedmieście Koczergi oraz wsie: Cichostów, Okalew, Żminne, Miłków od wsi Glinny Stok – dziedziczonej (prywatnej) Jana Ryszkowskiego. Król zatwierdził to rozgraniczenie 20 III 1554 r. w Lublinie. W 1565 r. – dzierżawca parczewska dóbr królewskich składała się z 5 folwarków.
Szlachcic Cichosz z Parczewa na swych gruntach wybudował dworek i rozlokował folwark na Wysmalance we wsi założonej przez siebie – Cichostowie. Sprowadził chętnych do osiedlenia się i rozwoju powstającej wsi. Na wykarczowanych miejscach budowano domostwa, rozwijano gospodarstwa, uprawiano przydzielone ziemie, zakładano ogrody i sady. Zasiedleni znajdowali pracę sezonową lub całoroczną w folwarku. W folwarku przy majątku były zabudowania gospodarcze: stodoły, obory, stajnie, chlewnie. W pobliżu zabudowań stały czworaki, w których mieszkały rodziny folwarczne zatrudnione na stałe. Budulca drzewnego było dostatecznie dużo w pobliżu lasu milanowskiego zwanego Smugą. Cichostów składa się z kolonii: milanowskiej, Wysmalanki, parczewskiej, Pieńki, okalewskiej. Trakt prowadzący z Milanowa przecina las – Smugę, krzyżuje się z drogą do Okalewa i kolonii parczewskiej.
Starostwo parczewskie niegrodowe mieściło się w powiecie lubelskim. Według ilustracji z 1661 r. składało się z miasteczek Parczew i Ostrów Lubelski oraz wsi Uhnin, Dębowa Kłoda, wsi Białe z folwarkiem, uroczyska Okalew, wsi Nietiahy, Bednarzówka, Laszki, Cichostów, Wola, Obradów, Żminne, Uścimów, Krasne, Kolechowice, Babianka, uroczyska Ruda Korbutowa i wsi Drozdówka. We wsi Cichostów w mieszkał 1 kmieć i 1 zagrodnik.
Po 1815 r. utworzono ekonomię Parczew – dobra te uległy podziałowi. Dobra Uścimów zostały nadane w 1837 r. tytułem majoratu gen. Nabokowowi, i dobra Uhnin – gen. Majorowi Kruzensternowi wraz z Dębową Kłodą. Wskutek tego dobra rządowe Parczew rozpadły się.
Milanów niegdyś siedziba rodziny Milanowskich w XVIII wieku już własność Potockich, a w 1880. latach rezydencja księcia Włodzimierza Czetwertyńskiego. Milanów graniczył z gminami: Suchowola, Siemień, Lisiowólka, Jabłoń. W skład gminy Milanów wchodziły: Biźle, Cichostów, Czeberaki, Jasionka ruska, Kostry, Kopina, Maryanpol, Milanów, Mogiłki, Przewłoka Litwa i Korona, Szajdówka, Wierzbówka, Zaniowka, Zieleniec.
Do parafii unickiej w Parczewie w 1841 r. należało 21 okolicznych wsi. W Cichostowie w tymże roku do parafii unickiej w Parczewie należało 13 wiernych (5 mężczyzn, 3 chłopców, 3 kobiety, 2 dzieci), zaś w 1859 r.- 35 wiernych unitów, a w Milanowie – 56 wiernych.
Cerkiew parczewska korzystała z dziesięciu następujących wsi: Laski, Żminne, Uhnin, Milanów, Kostry, Glinny Stok, Cichostów, Białka, Buradów. W 1876 r. od Wielkanocy większość unitów przestała chodzić do cerkwi po wprowadzeniu w Parczewie prawosławnego nabożeństwa. Po ukazie tolerancyjnym wydanym 17 IV 1905 r.przez cara Mikołaja II około 4 600 unitów – mieszkańców Parczewa i okolicznych wsi – przeszło z prawosławia na katolicyzm (siłą przypisani) – ziemiaństwo „ziemi parczewskiej” pomagało unitom w różnorodny sposób.
W pobliżu krzyżówek (na placu Domu Ludowego) stał budynek sądu gminnego okręgu III obsługującego gminę Siemień, Milanów, Jabłoń, aż do I wojny światowej (1918 r.).
Z Parczewa dojeżdżało się do Cichostowa traktem zwanym „maglownicą” do parczewskiej kolonii. Na skraju traktu prowadzącego w prostej linii do Radzynia stała karczma – wyszynk prowadzony przez Żyda z Parczewa. Mieszkało kilka rodzin żydowskich trudniących się handlem, dzierżawieniem. Wraz z budową linii kolejowej w 1893 r. do prac sprowadzono specjalistów ze Śląska. Za nimi nadciągnęła biedota niemiecka, która osiedliła się na wykupionych od polskich ziemian nieużytków rolnych i lichych gruntach. Duża liczba kolonistów niemieckich zamieszkała w Cichostowie, Okalewie, Kopinie oraz w Juliopolu. W Cichostowie stanowili Niemcy zwartą grupę etniczną. W kolonii parczewskiej, na początku wsi powstało barostwo i w pobliżu ulokowano cmentarz, zaś pośrodku wsi zbudowali kirchę – szkołę. W czasie II wojny koloniści niemieccy wyjechali do Rzeszy. Należy wspomnieć, iż popierali politykę ekspansywną i tubylcy musieli uważać, bowiem działały oddziały patriotyczne zakonspirowane w pobliskich wsiach i lasach.
Ostatnimi właścicielami majątku ziemskiego Cichostów byli Franciszka i Sylwester Rogowscy. Po śmierci Sylwestra w 1898 r. Cichostów sprzedano i w ramach działów rodzinnych synowi Teodorowi kupiono majątek Przegaliny Duże od Szaniawskich. W czasie wojny polsko-moskiewskiej w latach 1654-1656 zagony Chowańskiego dotarły pod Cichostów i zniszczyły go doszczętnie, nie oszczędzając przy tym Parczewa i okolicznych mniejszych wsi. W czasie I wojny światowej w roku 1915 został założony cmentarz wojenny, który wpisany jest do ewidencji konserwatorskiej.
We wsi Cichostów znajduje się jeden pomnik przyrody. Jest nim lipa drobnolistna znajdująca się na działce rolnej należącej do P. Ignatowicza.
Część wiernych Kościoła rzymskokatolickiego należy do parafii Opatrzności Bożej w Parczewie.